# NGC 6549
NGC 6549 (NGC 6550) é uma galáxia espiral (Sbc) localizada na direcção da constelação de Hercules. Possui uma declinação de +18° 32' 16" e uma ascensão recta de 18 horas, 05 minutos e 49,4 segundos.
A galáxia NGC 6549 foi descoberta em 27 de Julho de 1864 por Albert Marth.